# Marita Koch
Pour les articles homonymes, voir Koch.
Marita Koch, née le 18 février 1957 à Wismar, est une ancienne athlète de République démocratique allemande, pratiquant le sprint.
Elle est depuis le 6 octobre 1985 détentrice du record du monde du 400 m en 47 s 60. Depuis, seules quatre athlètes se sont approchées à moins d'une seconde de ce record : Marileidy Paulino en finale des JO de Paris 2024 en 48 s 17 ( nouveau record olympique ) , Marie-José Pérec en finale aux Jeux olympiques d'Atlanta 1996 en 48 s 25 , Shaunae Miller-Uibo en 48 s 37 et Salwa Eid Naser en 48 s 14 en finale des championnats du monde d'athlétisme 2019 à Doha (suspendue deux ans pour dopage en 2021). Au XXIe siècle, outre ces performances, cette distance se court au mieux en 49 secondes chez les femmes, ce qui continue d'entacher le record de Marita Koch de soupçons liés à la pratique dopante étatisée à l'époque en RDA pour ses sportifs de haut niveau.

## Carrière sportive
Elle fait partie des sportives de la République démocratique allemande qui dominèrent l'athlétisme féminin lors des années 1970 et 1980. Après avoir manqué les Jeux olympiques d'été de 1976 en raison d'une blessure, elle commence sa formidable quête de records mondiaux (16 records en plein air et 14 en salle) en 1977. L'année suivante, elle devient championne d'Europe à Prague, sur 400 m et 4 × 400 m. Le 11 juin 1979, à Karl-Marx-Stadt, elle devient la première femme à courir un 200 m sous la barre des 22 secondes.
Sous l'égide de son entraîneur (et futur mari) Wolfgang Meier, elle confirme sa place de leader lors des Jeux olympiques d'été de 1980 de Moscou, où elle remporte le titre sur 400 m. Tout en continuant le 400 m, elle s'attaque aussi désormais à sa compatriote Marlies Göhr sur les distances plus courtes. En 1982, lors des Championnats d'Europe d'athlétisme 1982 à Athènes, elle confirme son titre sur 400 m, mais sa grande année est 1983 où, lors des premiers Championnats du monde d'athlétisme, elle remporte 3 médailles d'or sur 200 m, 4 × 100 m et 4 × 400 m, et une médaille d'argent sur 100 m battue par Marlies Göhr.
Privée des Jeux olympiques de 1984, à la suite du boycott des pays du bloc communiste, elle réalisera l'année d'après lors de la Coupe du monde à Canberra un 400 m en 47 s 60. Elle détrône ainsi Jarmila Kratochvílová, ancienne détentrice du record du monde, record qui tient toujours à l'heure actuelle.
Elle remportera un dernier titre européen aux Championnats d'Europe d'athlétisme 1986 à Stuttgart avant de se retirer en 1987.
Elle est élue personnalité sportive allemande de l'année (RDA) en 1978, 1979, 1982, 1983 et 1985.
En 2014, elle est intronisée au Temple de la renommée de l'IAAF.

## Palmarès

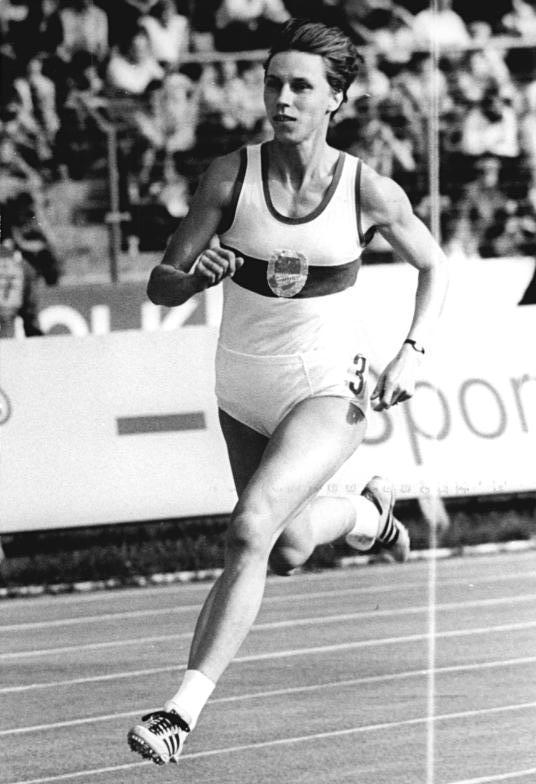
Marita Koch en 1984.

### Jeux olympiques
- Jeux olympiques d'été de 1980 à Moscou :
  -  Médaille d'or du 400 mètres
  -  Médaille d'argent du relais 4 × 400 mètres

### Championnats du monde
- Championnats du monde d'athlétisme 1983 à Helsinki :
  -  Médaille d'or du 200 mètres
  -  Médaille d'or du relais 4 × 100 mètres
  -  Médaille d'or du relais 4 × 400 mètres
  -  Médaille d'argent du 100 mètres

### Championnats du monde en salle
- Championnats du monde en salle 1985 :
  -  Médaille d'or du 200 mètres

### Championnats d'Europe
- Championnats d'Europe d'athlétisme 1978 à Prague :
  -  Médaille d'or du 400 mètres
  -  Médaille d'or du relais 4 × 400 mètres
- Championnats d'Europe d'athlétisme 1982 à Athènes :
  -  Médaille d'or du 400 mètres
  -  Médaille d'or du relais 4 × 400 mètres
- Championnats d'Europe d'athlétisme 1986 à Stuttgart :
  -  Médaille d'or du 400 mètres
  -  Médaille d'or du relais 4 × 400 mètres

## Records du monde
- 16 records mondiaux en extérieur et 14 records mondiaux en salle
- 400 mètres en 47 s 60 le 6 octobre 1985 à Canberra (Australie) - Actuel record du monde
- 400 mètres en 48 s 16 le 8 septembre 1982 à Athènes (Grèce) - Ancien record du monde
- 200 mètres en 21 s 71 le 21 juillet 1984 à Potsdam (RDA)  - Ancien record d'Europe

## Accusations de dopage
En 1991, Brigitte Berendonk et Werner Franke, deux opposants au dopage, ont pu mettre la main sur plusieurs mémoires et thèses qu'avaient rédigés d'anciens chercheurs en produits dopants de RDA et qui se trouvaient à l'Académie médicale militaire de Bad Saarow. En se fondant sur ces travaux, ils ont pu reconstituer la pratique du dopage telle qu'elle était organisée par l'État sur beaucoup de grands sportifs de RDA, parmi lesquels Marita Koch. Si l'on en croit les documents, elle aurait reçu de 1981 à 1984 de hautes doses de Turinabol oral. Cette substance était réputée indétectable si l’on arrête le traitement cinq jours avant les épreuves. 
En 2012, une technique est mise au point pour détecter la présence de dérivé de testostérone dans les urines.  D’où les contrôles positifs à rebours sur les Jeux olympiques de 2008 à Pékin et de 2012 à Londres. 
Marita Koch a toujours nié avoir pris ces produits dopants.